# Alexander Otto Benz
Alexander Otto Benz auch Alex Otto Benz (* 17. Juli 1880 in Mayville, Dodge County, Wisconsin; † 10. August 1980 in Appleton, Outagamie County, Wisconsin) war ein US-amerikanischer Versicherungsmanager und Politiker der Wisconsin Progressive Party.

## Leben

### Familie und Ausbildung
Alexander O. Benz, Sohn des Otto W. Benz (1856–1942) und der Elisa Schoen Benz (1858–1947), graduierte nach dem Besuch des North Western College in Watertown, Wisconsin im Jahre 1902 am Dr. Martin Luther College in New Ulm, Minnesota. Alexander Otto Benz vermählte sich am 19. August 1902 mit Lina M. Glasgow. Dieser Ehe entstammten die Kinder Leona, Ehefrau des Douglas Berkelow, Alex W, Walter H, Herbert G. und Bernice, Ehefrau des Louis Getschow. Alexander Otto Benz verstarb im August 1980 wenige Wochen nach Vollendung seines 100. Lebensjahres in einem Pflegeheim in Appleton, Wisconsin. Seine letzte Ruhestätte fand er auf dem dortigen Highland Memorial Park.

### Beruflicher Werdegang
Benz unterrichtete nach seinem Abschluss am Dr. Martin Luther College an mehreren Schulen im US-Bundesstaat Wisconsin, darunter im Herbst 1902 an der St. Peter Lutheran Church School in Root Creek. 1918 wechselte er in die Funktion als Treasurer zur Glasow-Tubbs Company, wholesale grocers nach Fond du Lac. Der im Anschluss zum Credit und Sales Manager, später zum General Manager beförderte Alexander Otto Benz ging 1926 als Vizepräsident zum Versicherungsunternehmen Aid Association for Lutherans nach Appleton, Wisconsin, 1934 wurde er zum Präsidenten gewählt, 1953 legte er dieses Amt nieder. Danach war er als Chairman, seit 1963 als Mitglied des Advisory Council eingesetzt. Alexander Otto Benz fungierte zusätzlich als Präsident der National Flag Day Foundation, des Appleton Chamber of Commerce, des National Fraternal Congress of America und des Kiwanis Club.
Der zunächst der Republikanischen Partei beigetretene, später zur Wisconsin Progressive Party übergetretene Alexander Otto Benz kandidierte im Jahre 1944 als einer der letzten führenden Politiker der Partei bei den Gouverneurswahlen in Wisconsin. Er belegte bei dieser Wahl den dritten Platz hinter dem Republikaner Walter Samuel Goodland und dem Demokraten Daniel Hoan. Benz zog sich anschließend aus der Politik zurück.